# فرانک آلکاک
فرانک آلکاک (انگلیسی: Frank Allcock; ۷ سپتامبر ۱۹۲۵ – ژوئن ۲۰۰۵ (aged 79)) بازیکن فوتبال اهل بریتانیا بود.
از باشگاه‌هایی که در آن بازی کرده‌است می‌توان به باشگاه فوتبال بریستول راورز، باشگاه فوتبال ناتینگهام فارست، باشگاه فوتبال استون ویلا، و باشگاه فوتبال چلتنهام تاون اشاره کرد.